# في عز الشتاء
في عزّ الشتاء هي قصة قصيرة من نوع الرعب، كتبها الكاتب الأسترالي ستيفن ديدمان، وصدرَت لأول مرة سنة 2006 م.

## خلفية القصة
نُشرت قصة في عزّ الشتاء لأول مرة في الولايات المتحدة، ضمن عدد شهري مارس وأبريل من مجلة الحكايات العجيبة، وهي مجلة متخصصة في أدب الرعب والخيال، حرر العدد كل من جورج ساذرز، وداريل شفايتسر، وجون غريغوري بيتانكورت، وصدرَت عن دار النشر وايلدسايد برس.
فازت القصة بجائزة أورياليس لأفضل قصة قصيرة في أدب الرعب لعام 2006، متفوقةً على أعمال كل من كارن وارن، وكريس لوسون، ومارغو لاناغان.